# Super Sanremo 2008
Super Sanremo 2008 è un album compilation pubblicato il 29 febbraio 2008 dall'etichetta discografica Sony BMG.
Il CD1 contiene 7 brani degli artisti BIG in gara, 4 dei GIOVANI, 4 da ospiti del Festival più una bonus track.
Il CD2 contiene 6 brani degli artisti BIG in gara, 4 dei GIOVANI, 4 da ospiti del Festival più una bonus track.
Non è presente nel disco la canzone "Il rubacuori" dei Tiromancino.
Nel CD2 è presente un errore di stampa dove il brano "Eppure mi hai cambiato la vita" di Fabrizio Moro viene mostrato in scaletta come Traccia 3 mentre è in realtà il 2º brano del disco, per tanto le canzoni che proseguono vengono scalate di un numero.

## Tracce

### CD1
1. Anna Tatangelo - Il mio amico
2. L'Aura - Basta!
3. Frankie hi-nrg mc - Rivoluzione
4. Loredana Bertè - Musica e parole
5. Tricarico - Vita tranquilla
6. Mietta - Baciami adesso
7. Paolo Meneguzzi - Grande
8. Sonohra - L'amore
9. Ariel - Ribelle
10. Daniele Battaglia - Voce nel vento
11. Frank Head - Para para ra rara
12. Gianni Morandi - Stringimi le mani
13. Fiorella Mannoia - Io che amo solo te
14. Alicia Keys - No One
15. Peter Cincotti - Goodbye Philadelphia
16. Teo Teocoli e Tony Dallara - Carta d'identità

### CD2
1. Michele Zarrillo - L'ultimo film insieme
2. Fabrizio Moro - Eppure mi hai cambiato la vita
3. Little Tony - Non finisce qui
4. Eugenio Bennato - Grande Sud
5. Toto Cutugno - Un falco chiuso in gabbia
6. Giò Di Tonno e Lola Ponce - Colpo di fulmine
7. Giua - Tanto non vengo
8. Valeria Vaglio - Ore ed ore
9. Francesco Rapetti - Come un'amante
10. Rosario Morisco - Signorsì
11. Giorgia - Parlo con te
12. Antonello Venditti - Dalla pelle al cuore
13. Leona Lewis - Bleeding Love
14. Duran Duran - Falling Down
15. Domenico Modugno - Nel blu dipinto di blu (Volare)